# Dieter Lau (Altphilologe)
Dieter Lau (* 22. Februar 1940 in Regensburg) ist ein deutscher Altphilologe und Historiker.

## Leben
Lau studierte von 1962 bis 1967 Klassische Philologie, Geschichte und Philosophie an der Ludwig-Maximilians-Universität (LMU) und wurde im 1. Semester im Corps Hercynia München aktiv. 1972 wurde er summa cum laude zum Dr. phil. promoviert. In den ersten Jahren noch Assistent an der LMU, ging er 1976 als Akademischer Rat an die Universität Bielefeld. Dort habilitierte er sich 1991. 1992 folgte er dem Ruf der Universität Duisburg-Essen auf den Lehrstuhl für Kulturgeschichte des Griechischen und Lateinischen.